# Jan Boeckhorst

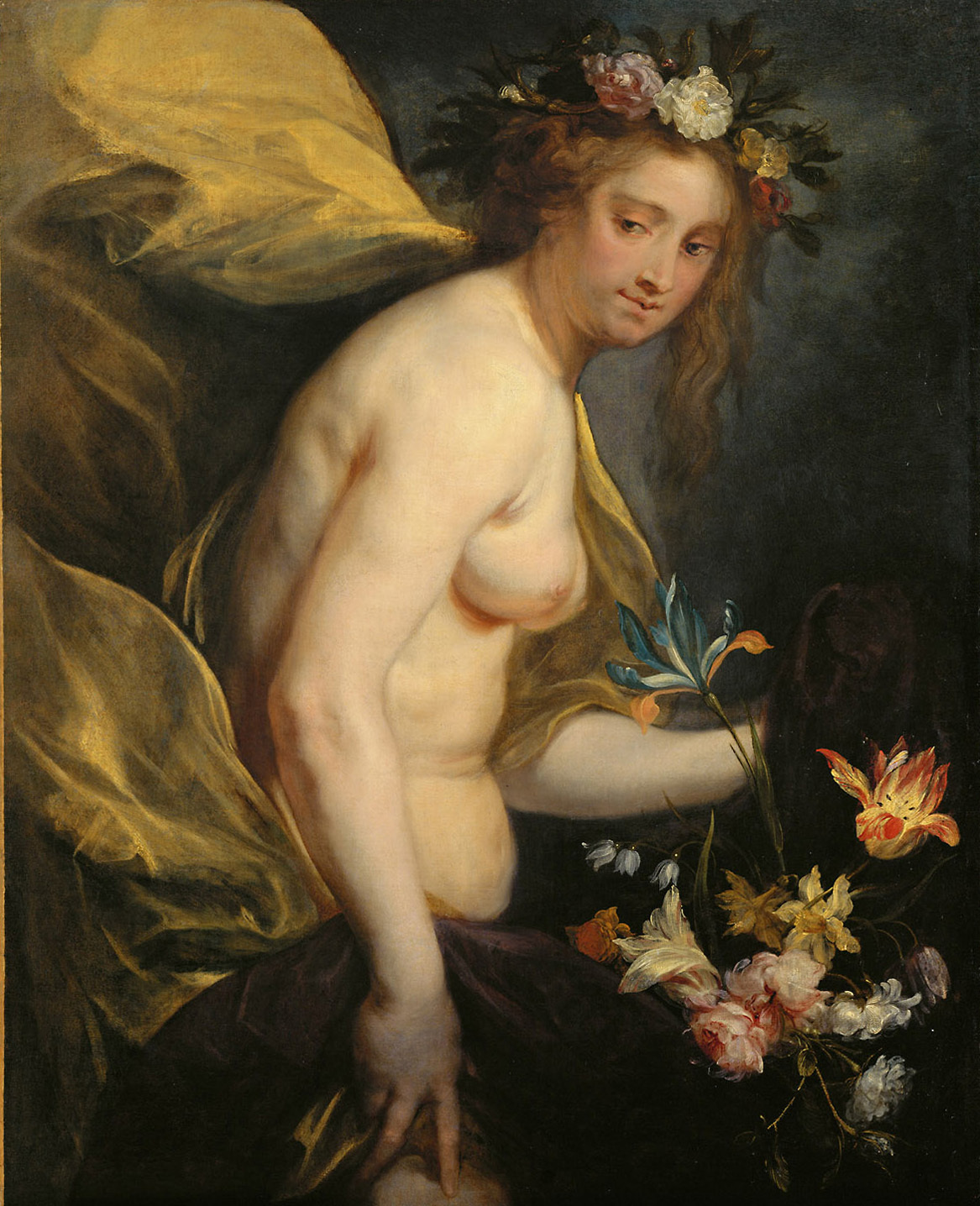
Flora (alegoria wiosny), ok. 1630

Jan Boeckhorst lub Bockhorst (ur. 1604, zm. 21 kwietnia 1668 w Antwerpii) – malarz flamandzki pochodzenia niemieckiego.
Urodził się w Rees lub Münster w Westfalii, od 1626 przebywał w Niderlandach. Jego nauczycielem był prawdopodobnie Jacob Jordaens. Artysta był aktywny w Antwerpii i Brukseli, od 1633 był mistrzem cechowym w gildii malarskiej. Boeckhorst pracował zarówno samodzielnie, jak i wspólnie z innymi artystami, m.in. współpracował z Peterem Rubensem i Antonem van Dyckiem. W latach 30. XVII wieku kilkakrotnie wyjeżdżał do Włoch. Specjalizował się w malarstwie dekoracyjnym, poruszał najczęściej tematykę alegoryczną, religijną i mitologiczną, projektował także tapiserie. Szczególnym uznaniem cieszą się jego wielkie kompozycje alegoryczne, które oddają sprawność warsztatową autora.

## Literatura dodatkowa
- Arthur K. Wheelock: Flemish paintings of the seventeenth century: the collections of the National Gallery of Art systematic catalogue. Washington: National Gallery of Art, 2005. ISBN 978-0-89468-348-0. Brak numerów stron w książce